# Alcalinoterri
Els metalls alcalinoterris són els elements metàl·lics del grup segon de la taula periòdica, caracteritzats per tenir una configuració electrònica ns². Aquests elements són: beril·li (Be), magnesi (Mg), calci (Ca), estronci (Sr), bari (Ba) i radi (Ra).
| Grup    | 2     |
| Període |       |
| 2       | 4 Be  |
| 3       | 12 Mg |
| 4       | 20 Ca |
| 5       | 38 Sr |
| 6       | 56 Ba |
| 7       | 88 Ra |

Tendeixen a perdre els dos electrons de la capa de valència per formar cations divalents. Són d'aspecte argentat, tous i poc densos. Reaccionen amb els halògens per formar sals iòniques, i amb l'aigua per formar hidròxids bàsics. En general, són molt menys reactius que els metalls alcalins. S'observa una disminució bastant constant de l'electronegativitat en passar del beril·li al radi. Els propis metalls són agents reductors molt reactius.
El nom era utilitzat ja en el segle XVII per fer referència a substàncies anomenades «terres» (calç, magnesia…), que no eren metalls, prou insolubles dins d'aigua i que no es descomponien en ser escalfades; i que tenien propietats alcalines, ja que en reaccionar amb aigua produïen hidròxids.

Posició dels alcalinoterris a la taula periòdica

A excepció del radi, tots els alcalinoterris i els seus compostos tenen aplicació comercial fins a cert punt, especialment els aliatges de magnesi i una gran varietat de compostos de calci. El magnesi i el calci són abundants a la naturalesa (setè i cinquè elements més comuns a l'escorça terrestre) i tenen un paper important en els processos geològics (per exemple els carbonats de calci i de magnesi es dissolen i precipiten en el carst) i biològics (així el magnesi forma part de l'estructura de la clorofil·la i el calci dels ossos.). El radi és un element rar i tots els seus isòtops són radioactius. Mai no hi ha hagut producció comercial d'aquest element i, tot i que els seus compostos s'empraren amb freqüència a la primera meitat del segle XX per al tractament del càncer, han estat substituïts en gran manera per alternatives menys costoses.

## Història

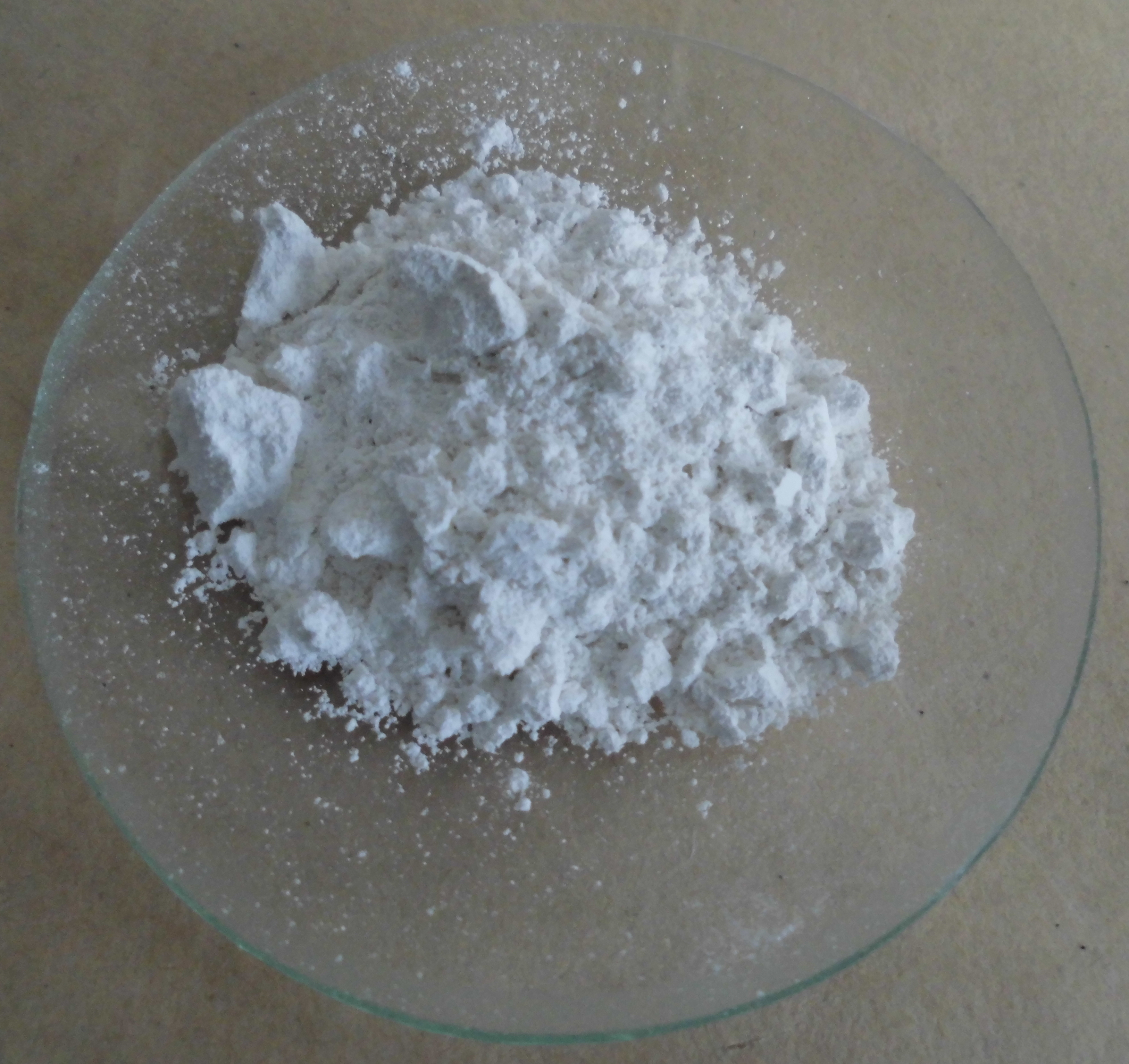
Òxid de calci CaO.

El primer alcalinoterri conegut fou la calç (llatí calx), que ara se sap que és òxid de calci {\displaystyle {\ce {CaO}}}; s'utilitzava en temps antics en la composició de morter. El nom de magnesi ve del mineral conegut antigament com magnesia (períclasi), òxid de magnesi {\displaystyle {\ce {MgO}}}, i que probablement deriva de Magnesia, un districte de Tessàlia a Grècia, que el químic escocès Joseph Black (1728-1799) el 1755 demostrà que era un compost diferent de la calç; observà que la magnesia donava lloc a un sulfat soluble, mentre que el derivat de la calç se sabia que era insoluble.

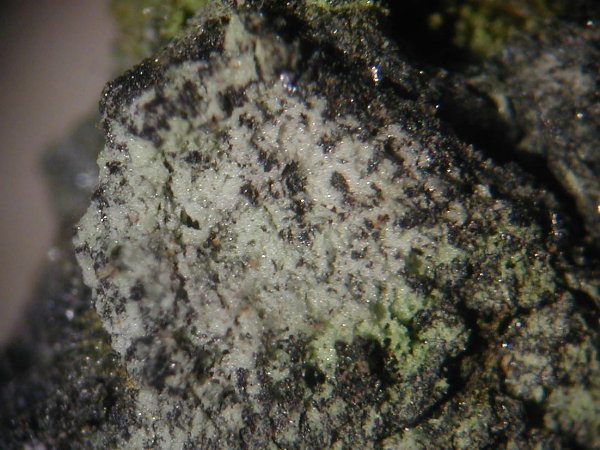
Períclasi, òxid de magnesi MgO.

El 1774 el químic suec Carl Wilhelm Scheele (1742-1786) descobrí una nova base, la barita o òxid de bari {\displaystyle {\ce {BaO}}}, com a component menor del mineral pirolusita, i a partir d'aquesta base preparà alguns cristalls de sulfat de bari {\displaystyle {\ce {BaSO4}}}, que envià al seu col·laborador el químic suec Johan Gottlieb Gahn (1745-1815), que havia descobert el manganès. Un mes després, Gahn trobà que el mineral baritina també estava compost per sulfat de bari. Només després que la bateria elèctrica estigués disponible, el químic anglès Humphry Davy (1778-1829) finalment aconseguí el 1808 aïllar l'element per electròlisi. El seu nom deriva del mineral baritina o barita, i aquest del grec βαρύς barýs 'pesant'.

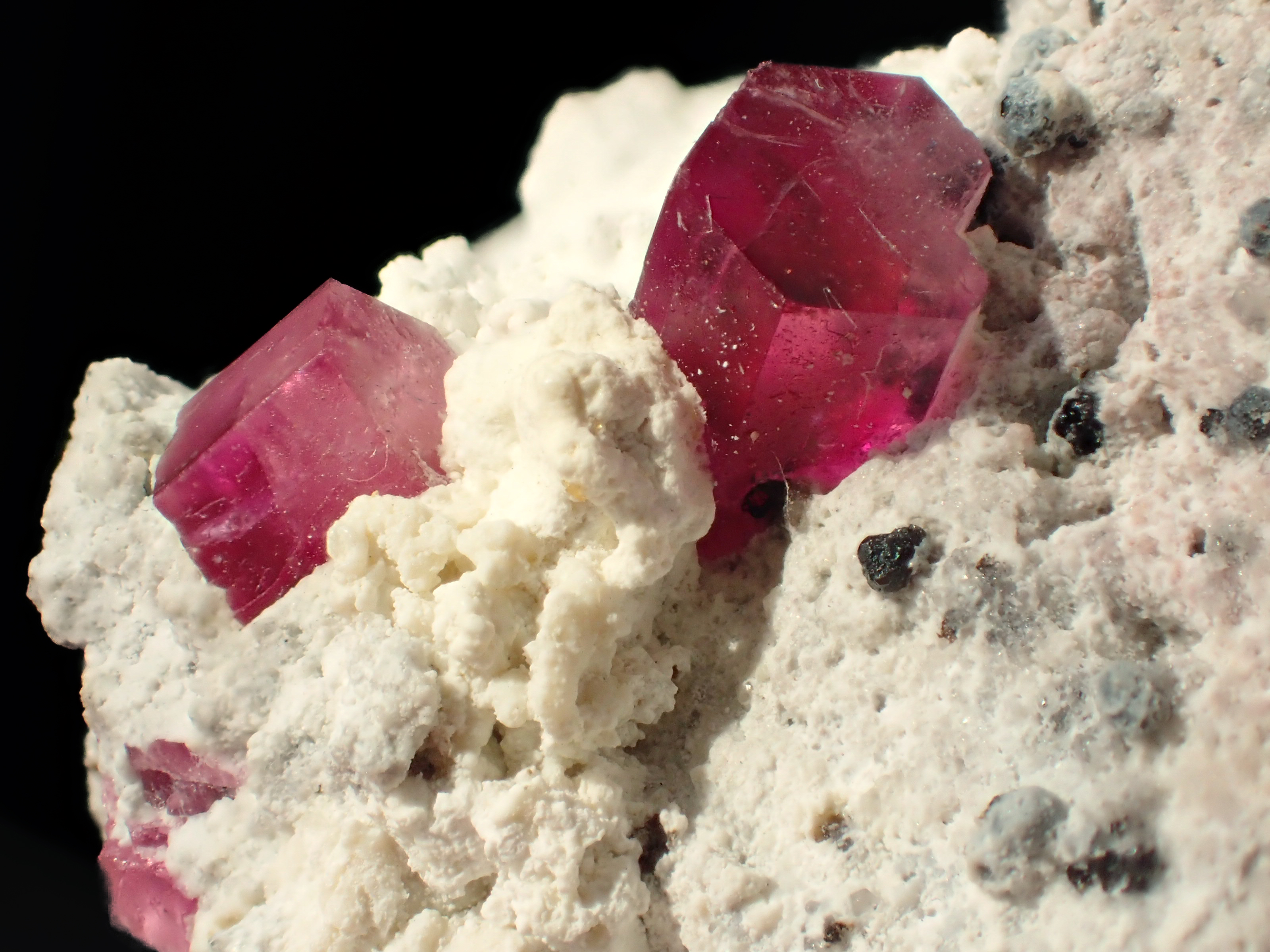
Cristalls de beril vermell.

Els químics londinencs William Cruickshank i Adair Crawford identificaren una altra terra, l'estroncia (òxid d'estronci {\displaystyle {\ce {SrO}}}) el 1789, en examinar el mineral estroncianita, formada per carbonat d'estronci {\displaystyle {\ce {SrCO3}}}, trobat en una mina de plom a Strontian, a Argyllshire, Escòcia.
El mineralogista francès René Just Haüy (1743–1822) sospità que el beril contenia un element desconegut i demanà al químic Louis Nicolàs Vauquelin (1863–1829) l'analitzés. El 15 de febrer de 1798 presentà els resultats davant de l'Académie des Sciences comunicant que havia aïllat l'òxid d'un nou element, al qual no donà nom. Els editors dels Annales de Chimie proposaren a l'article de Vauquelin anomenar el nou òxid «glucina» del grec γλυκυς, 'dolç', perquè les seves sals solubles en aigua tenien un gust dolç i perquè aquest nom seria fàcil de recordar. Tot i això, el 1802 el químic alemany Martin Heinrich Klaproth (1843–1817) proposà que seria millor anomenar la nova terra, l'òxid, «beril·lina» perquè les sals d'itri també són de sabor dolç. La proposta fou acceptada i després el nou element fou anomenat «beril·li». L'alemany Friedrich Wöhler (1800–1882) i el francès Antoine Bussy (1894–1882), de forma independent, van aïllar el metall el 1828 mitjançant reacció de potassi amb clorur de beril·li. Com que el beril·li és semblant a l'alumini, els químics estaven confosos sobre la seva valència i massa atòmica. Ivan Avdéiev (1818–1865), Bohuslav Brauner (1855–1935) i Dmitri I. Mendeléiev (1834–1907) argumentaren que la llei periòdica exigia que el beril·li fos bivalent. El 1842 Avdéiev demostrà que la fórmula de l'òxid era {\displaystyle {\ce {BeO}}} i no {\displaystyle {\ce {Be2O3}}} com se suposava.
El radi fou descobert l'any 1898 per Marie Curie (1867–1934) i el seu marit Pierre (1859–1906), a partir de la uraninita obtinguda d'una mina del nord de Bohèmia, a Txèquia, que en conté al voltant d'1 g per cada 7 tones de mineral. Marie Curie i el químic francès André-Louis Debierne (1874–1949) foren els primers a extreure radi pur l'any 1910 mitjançant electròlisi d'una dissolució de clorur de radi {\displaystyle {\ce {RaCl2}}} i emprant un càtode de mercuri. L'amalgama obtinguda la destil·laren en atmosfera d'hidrogen i obtingueren el metall pur.

## Abundància

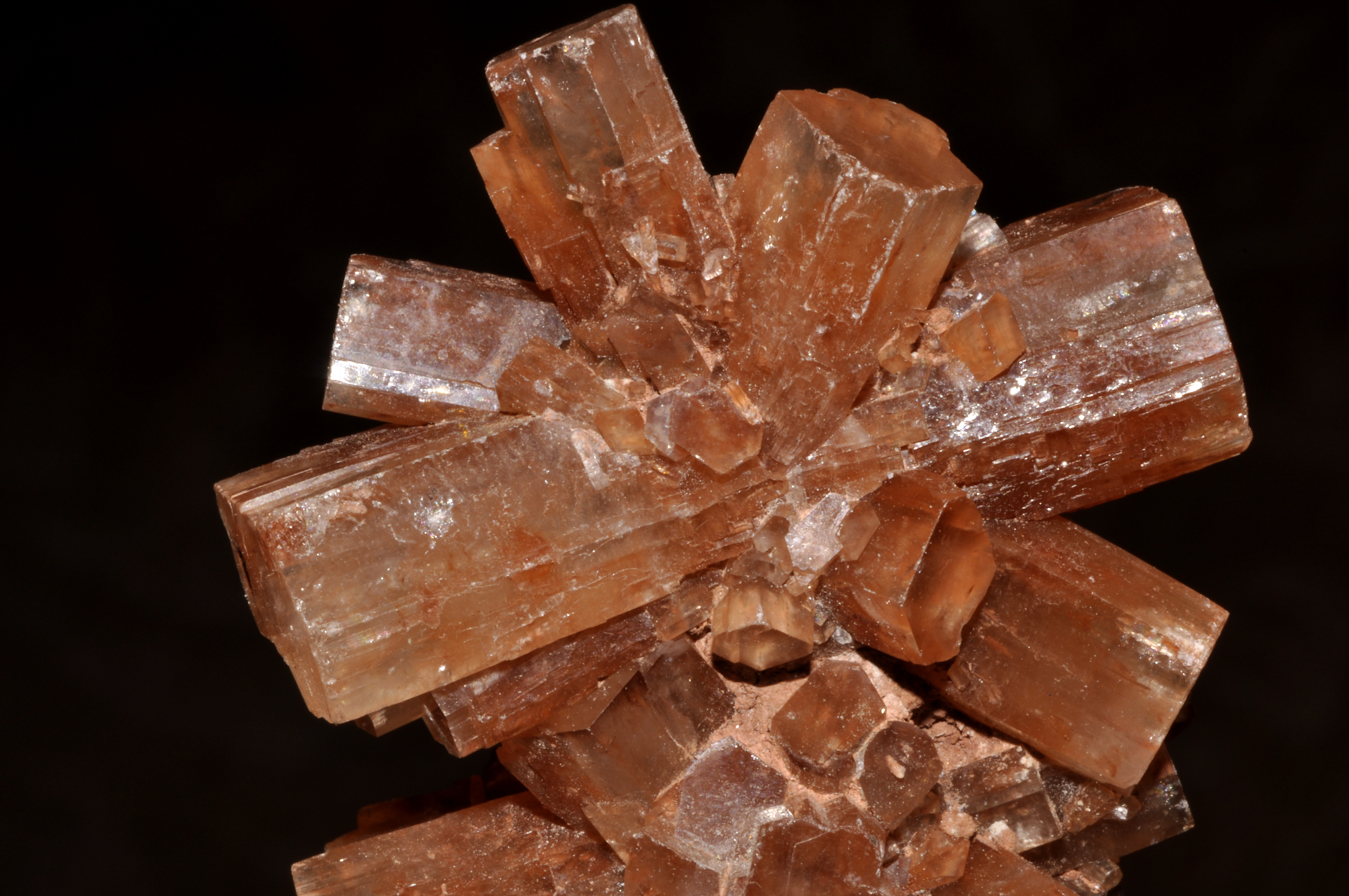
Aragonita, carbonat de calci CaCO3.

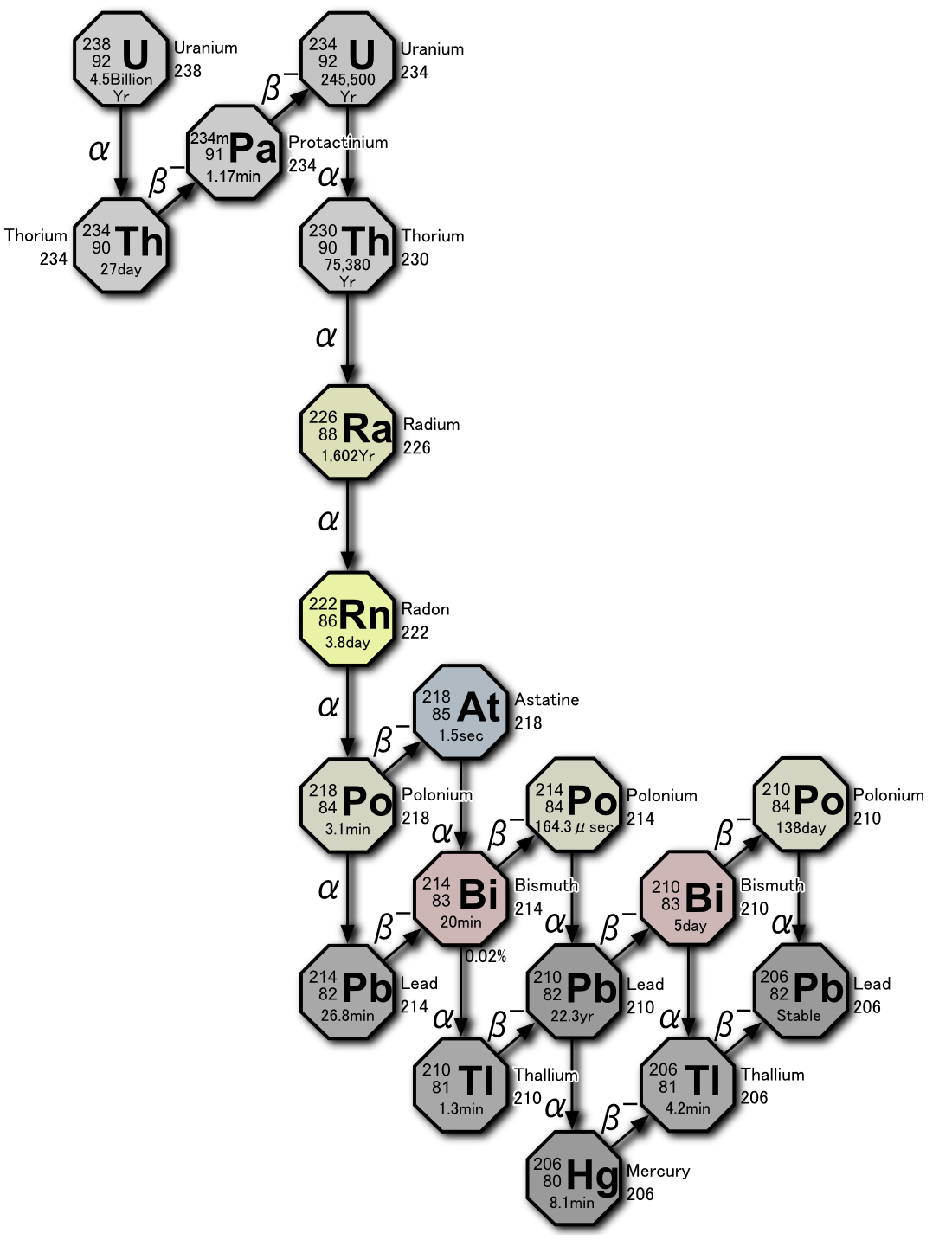
Cadena de desintegració de l'urani 238 on es genera el radi 226.

Els alcalinoterris es troben àmpliament distribuïts en minerals i a l'aigua de la mar. Hom els troba en grans dipòsits com la dolomita, constituïda pels carbonat de calci i magnesi {\displaystyle {\ce {CaMg(CO3)2}}}; en la carnal·lita clorur de magnesi i potassi {\displaystyle {\ce {KMgCl3.6H2O}}}; en la barita, sulfat de bari {\displaystyle {\ce {BaSO4}}}, etc. A l'escorça terrestre la concentració mitjana de beril·li és de 2,6 ppm (2,6 mg/kg), essent el 47è element més abundant. Als sòls és un poc més abundant (6 ppm), a l'aigua de la mar és molt poc abundant, només 0,2 ppt (ng/L). El magnesi és el 7è element més abundant a l'escorça terrestre, de la qual constitueix el 2,3 %, la qual cosa equival a una concentració mitjana de 23 000 ppm o 23 g/kg. Als sòls només se'n troba una concentració mitjana de 5 ppm, mentres que a l'aigua de la mar és molt més abundant (1 200 ppm o 1,2 g/L). El calci constitueix el 4,1 % de l'escorça terrestre (concentració mitjana 41 000 ppm o 41 g/kg), la qual cosa el situa en la 5a posició en quan a abundància. En els sòls la concentració mitjana es troba entre l'1 % i el 2 %. A l'aigua de la mar la concentració mitjana és de 400 ppm. L'estronci ocupa la posició 16a en quan a abundància a l'escorça terrestre amb una concentració mitjana de 370 ppm. En els sòls la concentració mitjana és de 200 ppm, però pot variar entre 18 ppm i 3 500 ppm. A l'aigua de la mar se'n troba una concentració mitjana de 8 ppm. El bari és el 14è element en abundància a l'escorça terrestre amb una concentració mitjana de 500 ppm, la mateixa que es troba als sols. A l'oceà Atlàntic la concentració mitjana és de 10 ppb (μg/L) i al Pacífic és del doble (20 ppb). El radi és molt poc abundant (0,6 ppt o 0,6 ng/kg), ocupant la posició 86a en quan a abundància a l'escorça terrestre. Als sol se'n detecta una concentració mitjana de 0,8 ppt i a l'aigua de la mar de 0,001 ppt.
Tots els isòtops del radi són radioactius i es generen de forma natural en les diferents cadenes de desintegració. L'isòtop de període de semidesintegració més alt és el radi 226, que el té d'uns 1 600 anys. Aquest isòtop es forma en la sèrie natural de desintegració de l'urani 238 a partir del tori 230 per emissió d'una partícula alfa. Després el radi 226 es desintegra en poloni 222 per emissió d'una altra partícula alfa:
{\displaystyle {\ce {_90^230Th -> _88^226Ra + \alpha}}}{\displaystyle {\ce {_88^226Ra -> _86^222Po + \alpha}}}

## Propietats

### Propietats físiques

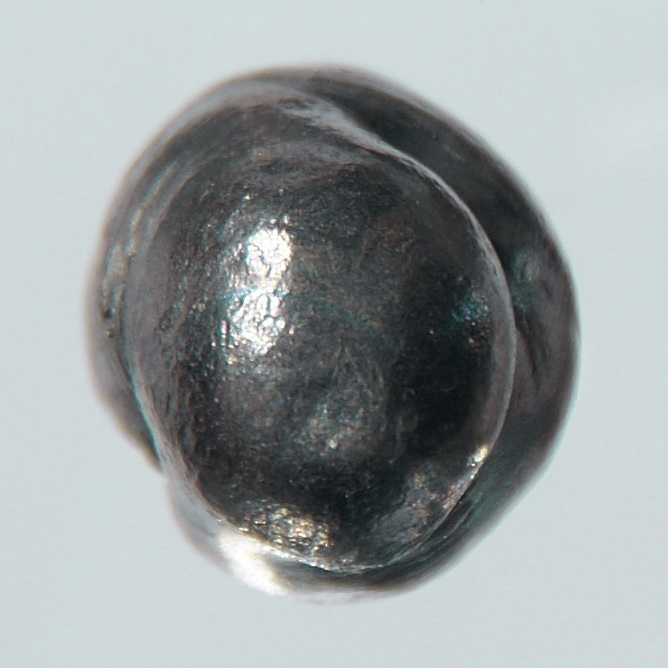
Beril·li

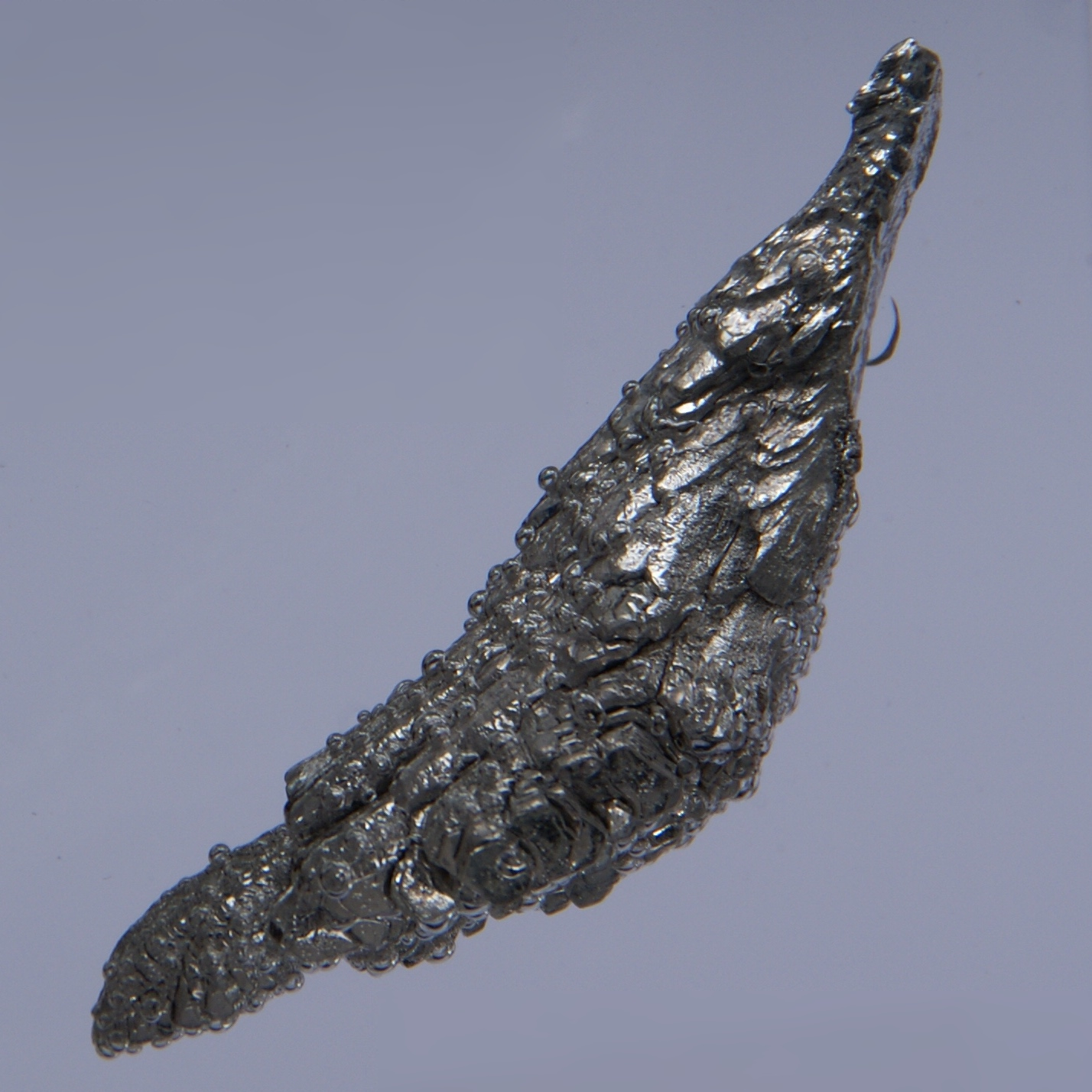
Magnesi

Els elements alcalinoterris són molt metàl·lics i són bons conductors de l'electricitat. Tenen una brillantor gris-blanc quan es tallen, però el perden fàcilment a l’aire, especialment els membres més pesats del grup en reaccionar amb l'oxigen de l'aire i oxidar-se. El beril·li és prou dur per ratllar el vidre, però el bari només és lleugerament més dur que el plom. Els punts de fusió i els punts d’ebullició del grup són superiors als dels metalls alcalins situats a la seva esquerra a la taula periòdica; varien de manera irregular, tenint el magnesi els valors més baixos (650 °C i 1 090 °C) i el beril·li el més alt (1 287 °C i aproximadament 2 471 °C). Els elements cristal·litzen en una o més de les tres formes regulars de cristalls metàl·lics.

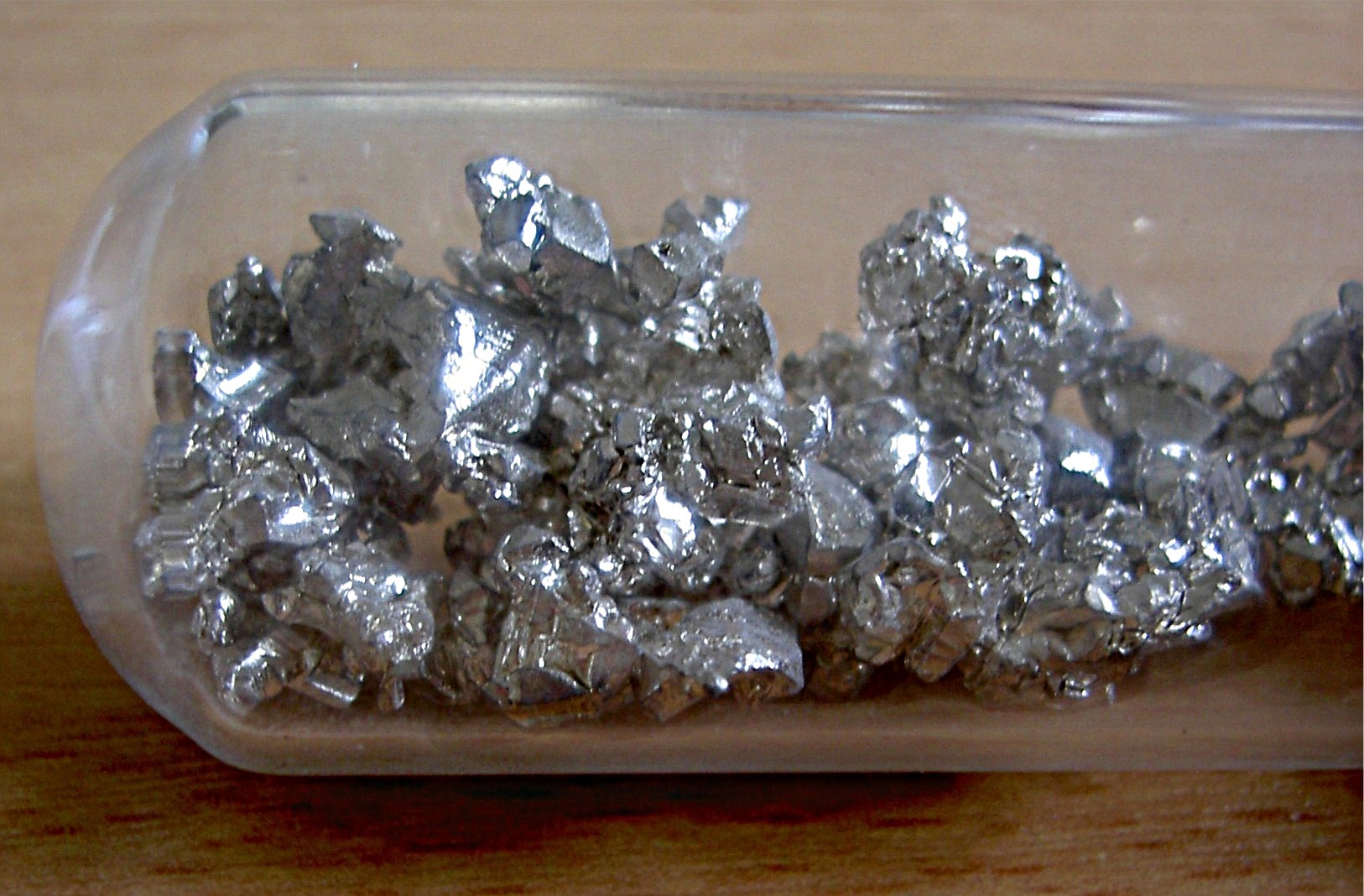
Calci

| Nom                          | Beril·li | Magnesi      | Calci    | Estronci | Bari     | Radi     |
| ---------------------------- | -------- | ------------ | -------- | -------- | -------- | -------- |
| Nombre atòmic                | 4        | 12           | 20       | 38       | 56       | 88       |
| Massa atòmica relativa       | 9,012    | 24,31        | 40,08    | 87,62    | 137,3    | (226)    |
| Configuració electrònica     | [He] 2s² | [Ne] 3s²     | [Ar] 4s² | [Kr] 5s² | [Xe] 6s² | [Rn] 7s² |
| Punt de fusió (°C)           | 1 287    | 650          | 842      | 777      | 727      | 700      |
| Punt d'ebullició (°C)        | 2 470    | 1 090        | 1 484    | 1 382    | 1 870    | 1 737    |
| Densitat (g·cm−3 a 20 °C)    | 1,848    | 1,738        | 1,55     | 2,63     | 3,51     | 5        |
| Aparença                     | Argentat | Blanc grisós | Argentat | Argentat | Argentat | Argentat |
| Radi atòmic (pm)             | 105      | 150          | 180      | 200      | 215      | 215      |
| Energia d'ionització (eV)    | 9,323    | 7,646        | 6,113    | 5,695    | 5,212    | 5,278    |
| Electronegativitat (Pauling) | 1,57     | 1,31         | 1,0      | 0,95     | 0,89     | 0,9      |

### Propietats químiques

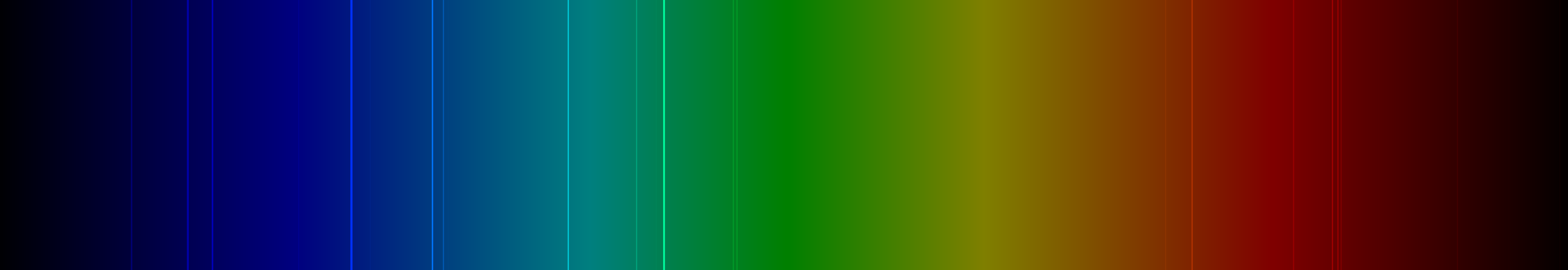
Espectre atòmic visible del beril·li

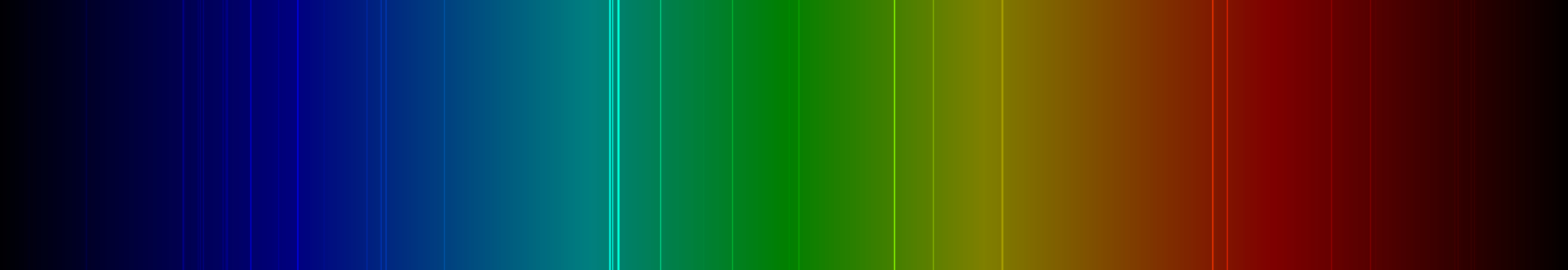
Espectre atòmic visible del magnesi

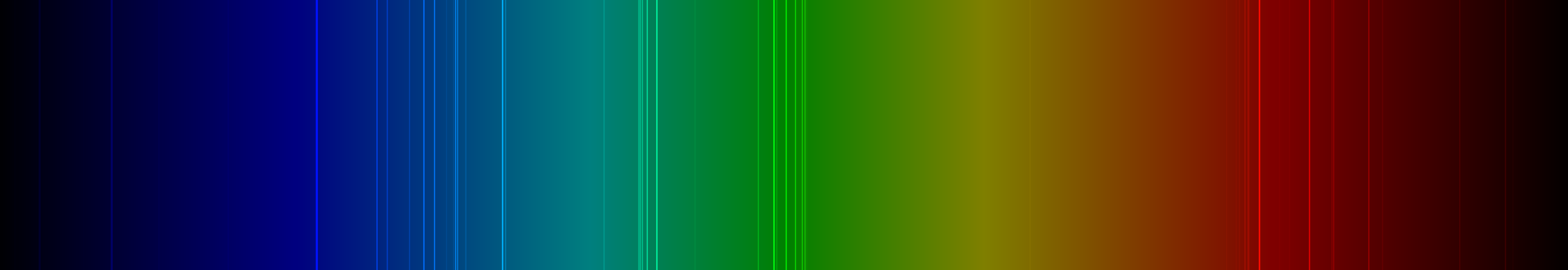
Espectre atòmic visible de l'estronci

Químicament, tots els alcalinoterris són agents reductors forts. El potencials de reducció estàndard d'aquests elements són molt negatius, incrementant-se el valor negatiu en baixar en el grup del beril·li al radi: ε(Be2+/Be) = –1,847 V; ε(Mg2+/Mg) = –2,38 V; ε(Ca2+/Ca) = –2,686 V; ε(Sr2+/Sr) = –2,89 V; ε(Ra2+/Ra) = –2,916. Els metalls lliures són solubles en amoníac líquid, les solucions blau fosc de calci, estronci i bari desperten un interès considerable perquè es creu que contenen ions metàl·lics i les espècies més inusuals, electrons solvats o electrons resultants de la interacció del metall i el dissolvent. Les solucions molt concentrades d’aquests elements tenen un aspecte metàl·lic, semblant al coure, i una evaporació addicional produeix residus que contenen amoníac (amoniats), que corresponen a la fórmula general {\displaystyle {\ce {M(NH3)6}}}. Amb el temps, els amoniats es descomponen formant les amides, {\displaystyle {\ce {M(NH2)2}}}. Les solucions són forts agents reductors i són útils en diversos processos químics.

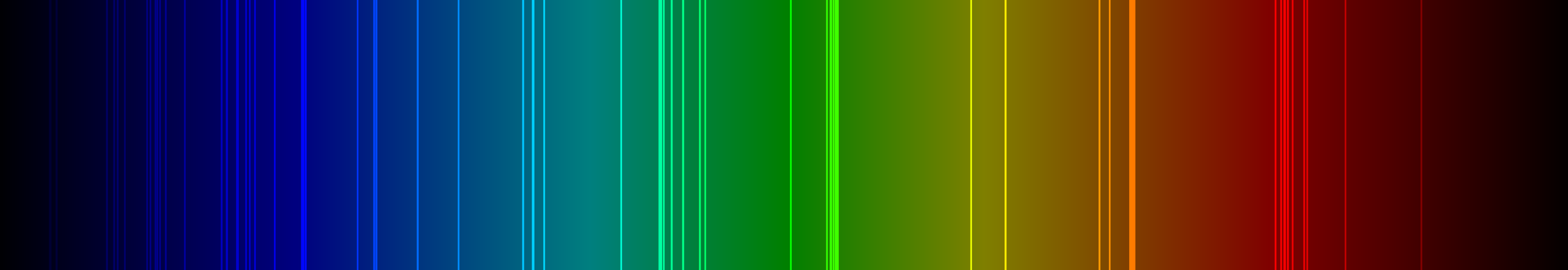
Espectre atòmic visible del calci

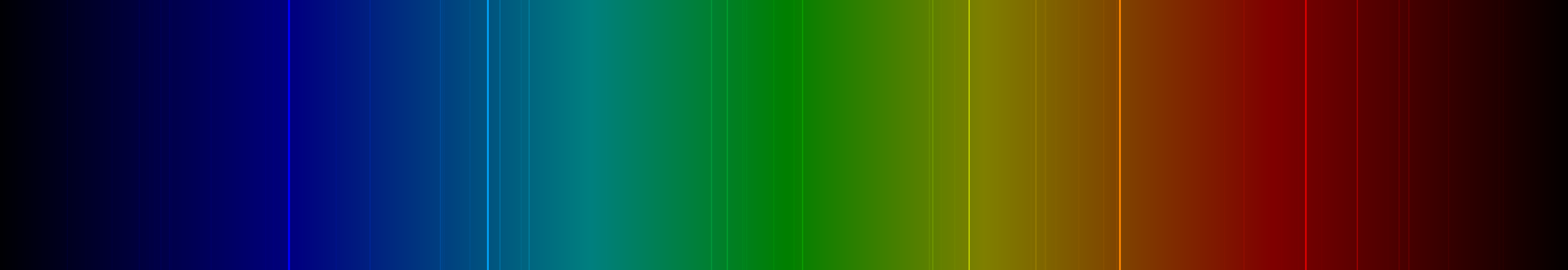
Espectre atòmic visible del bari

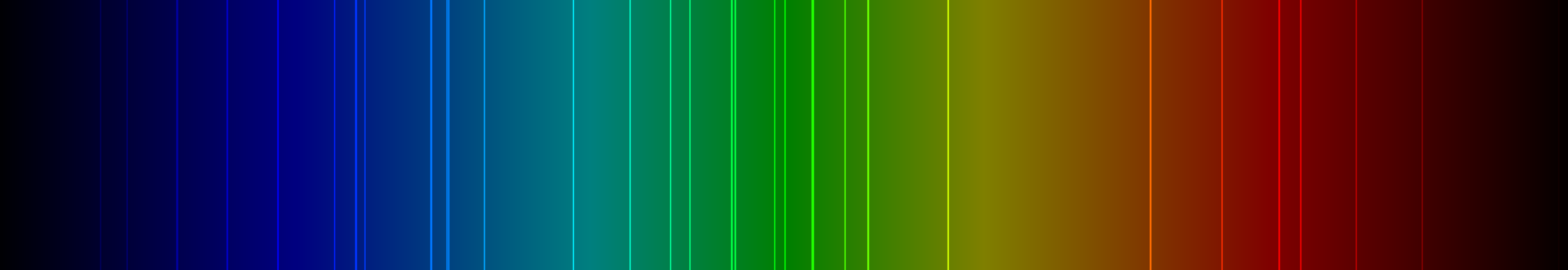
Espectre atòmic visible del radi

Tots els àtoms dels elements alcalinoterris tenen estructures electròniques similars, que consisteixen en un parell d’electrons en un orbital s, el més exterior, dins del qual hi ha una configuració electrònica estable que correspon a la d’un gas noble. L'estronci té la configuració 1s²2s²2p⁶3s²3p⁶3d¹⁰4s²4p⁶5s², que es pot escriure com [Kr] 5s². De la mateixa manera, el beril·li es pot designar com [He] 2s², el magnesi com [Ne] 3s², el calci com [Ar] 4s², el bari com [Xe] 6s² i el radi com [Rn] 7s². Les línies destacades en els espectres atòmics dels elements, obtingudes quan s'escalfen els elements en determinades condicions, sorgeixen d’estats de l’àtom en què un dels dos electrons s ha estat promogut a un orbital d’energia superior.
Els electrons s s'eliminen fàcilment i aquesta ionització és el tret característic de la química dels alcalinoterris. L'energia d'ionització (l'energia necessària per treure un electró de l'àtom) cau contínuament en la sèrie del beril·li (9,32 eV) al bari (5,21 eV); el radi, el més pesant del grup, té una energia d’ionització una mica superior (5,28 eV). Les petites irregularitats observades en el canvi d'una altra manera suau a mesura que avança pel grup tal com apareix a la taula periòdica s'expliquen per l'ompliment desigual de closques d'electrons a les files successives de la taula. Els electrons s també poden ser promoguts a orbitals p del mateix nombre quàntic principal (dins de la mateixa capa) per energies similars a les necessàries per formar enllaços químics; els àtoms més lleugers són, per tant, capaços de formar estructures estables d’unió covalent, a diferència de l’heli, que té la configuració electrònica d’altra banda anàloga de 1s².

#### Composts iònics amb estat d'oxidació +2

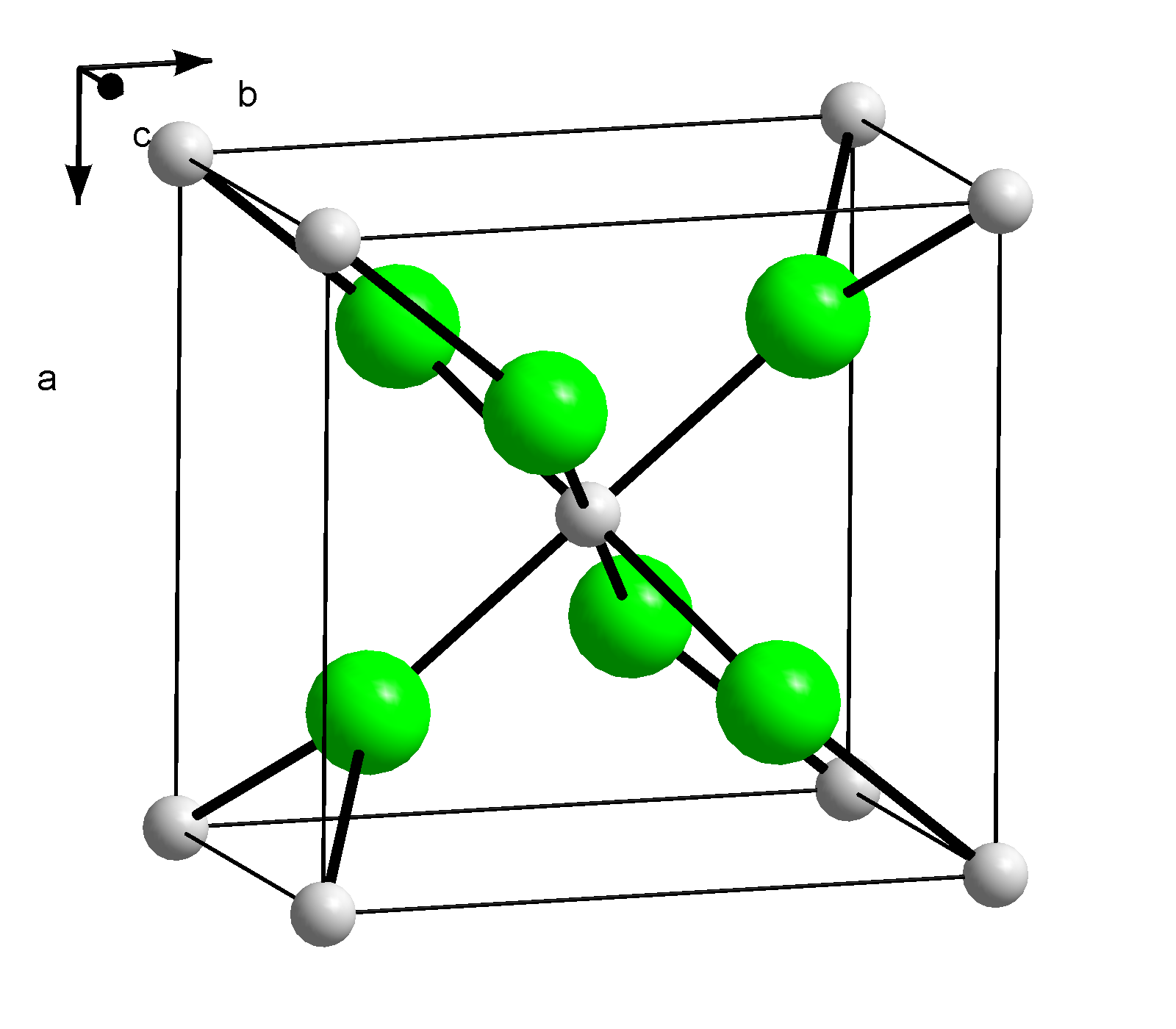
Estructura cristal·lina del clorur de calci. En verd els anions clorur i en blanc els cations calci(2+).

En la majoria dels casos, la química d'aquests elements està dominada per la formació i propietats dels cations {\displaystyle {\ce {M^2+}}}, en què els electrons més externs han estat eliminats de l'àtom de metall. El catió resultant s'estabilitza per interacció electroestàtica amb un dissolvent, com l’aigua, que té una constant dielèctrica elevada i una gran capacitat d’absorció de càrrega elèctrica, per exemple formant cations {\displaystyle {\ce {[Mg(H2O)6]^2+}}}; o per combinació amb anions en una xarxa iònica com es troba a les sals, hidròxids, hidrurs... L'energia addicional necessària per eliminar l'electró del segon s (la segona energia d’ionització és aproximadament el doble del primer) es compensa amb escreix amb l'energia d’unió addicional present en l’ió doblement carregat. No obstant això, l'eliminació d'un tercer electró d'un àtom alcalinoterri requeriria una despesa d'energia superior a la que es podria recuperar de qualsevol entorn químic conegut. Com a resultat, els metalls alcalinoterriss presenten un estat d’oxidació no superior a +2 en els seus compostos.
Com correspon a la mida creixent dels seus nuclis interns, els radis dels cations dels elements alcalinoterris augmenten constantment a partir del {\displaystyle {\ce {Be^2+}}}, que té un radi de 0,27 Å (1 Å = 10−10 m) per a un nombre de coordinació de 4 (és a dir, amb quatre ions o altres molècules lligades a ell), al {\displaystyle {\ce {Ra^2+}}}, amb un radi d’1,48 Å i un nombre de coordinació de 8.

#### Composts covalents i amb estat d'oxidació +1

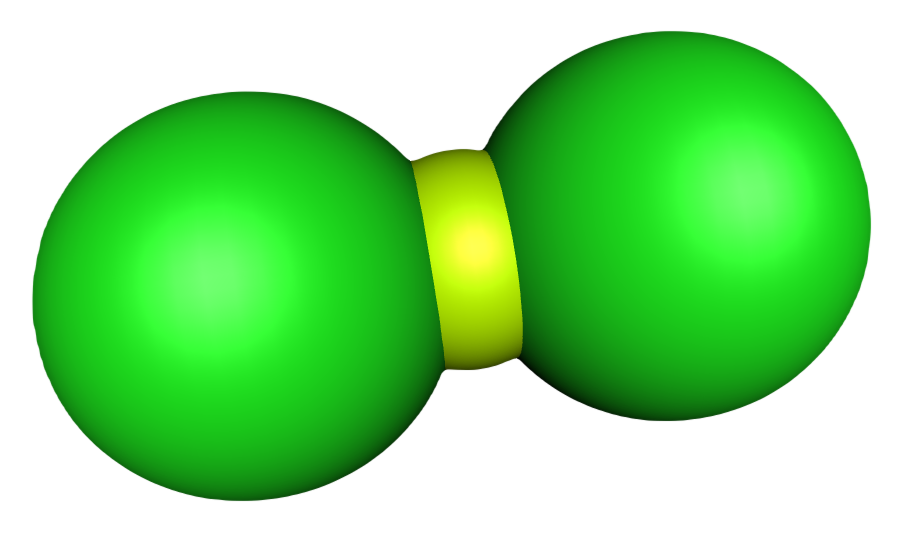
Molècula de clorur de beril·li BeCl2

La química dels metalls alcalinoterreis, com la dels metalls alcalins, s'interpreta en la seva major part de manera raonable en termes d’un model iònic per als compostos formats. Aquest model és menys satisfactori per a la química del beril·li i el magnesi que per als metalls alcalinoterris més pesants. De fet, la majoria dels compostos de beril·li són moleculars (covalents) en lloc d'iònics. Això és una conseqüència de l'elevada relació càrrega-mida de l’ió Be2+, que polaritza fortament els enllaços amb ell.
Les proves sobre compostos metàl·lics alcalinoterris amb un estat d’oxidació inferior (+1) foren controvertides durant molts anys. Algunes investigacions datades dels anys cinquanta dels halurs "MX" (per exemple, CaCl, SrBr) que eren estables a temperatura ambient es demostraren més tard com a error, ja que els compostos eren en realitat halurs d'hidrurs metàl·lics, MHX. Posteriorment s'establiren exemples genuïns de compostos alcalinoterris amb metalls en estat d’oxidació +1, però es limitaren a espècies que es formaren en fase gasosa, com ara el radical metil estronci {\displaystyle {\ce {.SrCH3}}} o es van estabilitzar a temperatures extremadament baixes. condicions, com el subhalur de magnesi {\displaystyle {\ce {MgCl}}}, que pot quedar atrapat en una matriu de gas congelat a –261 °C. Ara es coneix un nombre reduït de compostos de coordinació amb la fórmula {\displaystyle {\ce {LMg-MgL}}}, en la qual {\displaystyle {\ce {L}}} és un lligant quelant i aniónic. Els compostos contenen magnesi enllaçat covalentment en una unitat {\displaystyle {\ce {[Mg2]^2+}}}, coordinada iònicament amb els lligands. Tot i que els centres metàl·lics estan formalment en estat d’oxidació +1, també es poden descriure com a divalents, atès que els dos electrons de valència dels centres metàl·lics estan implicats en l'enllaç (un a l’altre metall, per formar l'enllaç {\displaystyle {\ce {M-M}}}, i l’altra al lligand {\displaystyle {\ce {L}}}).
Des de la dècada de 1960, hi ha hagut proves que els membres més pesants dels alcalinoterris (calci, estronci i bari) presenten característiques estructurals que no són consistents amb l'enllaç purament iònic. Les mesures de feix molecular han demostrat que els dihalurs dels alcalinoterris gasosos ({\displaystyle {\ce {MF2 (M = Ca, Sr, Ba)}}}, {\displaystyle {\ce {MCl2 (M = Sr, Ba)}}} i {\displaystyle {\ce {BaI2}}}) són no lineals. També hi ha compostos organometàl·lics amb anells ciclopentadienil ({\displaystyle {\ce {Cp}}}) o lligands alquil ({\displaystyle {\ce {R}}}) que no tenen les estructures lineals esperades de {\displaystyle {\ce {Cp-M-Cp}}} o {\displaystyle {\ce {R-M-R}}}. Una explicació suggerida per a la flexió d’aquests compostos és que el “semi-nucli” (n-1)p i els orbitals de valència (n-1)d dels alcalinoterris més pesants estan implicats en l'enllaç (per al calci, aquest significa els orbitals 3p i 3d; per a l'estronci, el 4p i el 4d; per al bari, el 5p i el 5d). Les funcions d'ona d'aquests orbitals es poden barrejar en el procés d'unió, donant lloc a geometries no lineals. Aquesta interpretació es recolza en càlculs, que han d’incloure explícitament la participació dels orbitals metàl·lics per reproduir les estructures doblegades.

Estructura de la clorofil·la a on el catió Mg^2+ es troba coordinat amb quatre nitrògens

D'acord amb el seu caràcter electropositiu, es considera que els alcalinoterris formen ions "durs" i, per tant, s'uneixen preferentment a lligands amb àtoms de donant dur com oxigen, nitrogen o fluor. Els cations dels alcalinoterris s'hidraten fàcilment i el nombre de molècules d’aigua directament unides a un catió metàl·lic és major amb els ions més grossos per raons purament estèriques (geomètriques) (típicament 4, 6 i 6-8 per a {\displaystyle {\ce {Be^2+}}}, {\displaystyle {\ce {Mg^2+}}} i {\displaystyle {\ce {Ca^2+}}}, respectivament). No obstant això, la força d'unió a les molècules d'aigua disminueix amb l'augment del radi iònic. Els anions grans, com el sulfat, tendeixen a formar complexos febles de parells d’ions més fàcilment amb els ions metàl·lics més grossos de la família, però els anions àcids febles, com l'acetat, tendeixen a formar complexos més forts amb els ions metàl·lics més petits, particularment els de magnesi i beril·li. Que molts d’aquests complexos són moleculars i no iònics es demostra per la seva extreta preparació d’una solució aquosa (que dissol preferentment substàncies iòniques) en dissolvents orgànics (que dissolen els moleculars).

#### Semblances amb altres elements
El zinc, el cadmi i el mercuri, els elements del grup 12, es comparen sovint amb els elements alcalinoterris calci, estronci i bari. El cadmi, per exemple, té la configuració electrònica [Kr] 4d¹⁰5s², amb els 10 electrons 4d que pràcticament no participen en l'enllaç químic. No obstant això, els electrons 5s² estan ionitzats molt menys en cadmi que en estronci, ja que els electrons 4d actuen com un escut ineficaç per a la càrrega augmentada corresponent al nucli de cadmi. Per tant, la química dels metalls del grup 12 és sensiblement menys iònica que la química dels metalls alcalinoterris. El radi iònic de l’ió cadmi Cd2+ (0,95 Å) és molt similar al del calci Ca2+ (1,00 Å). Per tant, una comparació quantitativa de la química del cadmi i el calci mostra clarament el caràcter menys iònic de la química del cadmi sense complicacions a causa de les diferències de mida iònica.
Hi ha paral·lelismes químics una mica més estrets entre els alcalinoterris més pesants i els lantanoides que tenen estats d’oxidació +2 fàcilment accessibles, i que són l'itterbi, el samari i l'europi. Els radis iònics de Ca2+ (1,00 Å) i Yb2+ (1,02 Å) són similars, igual que els de Sr2+ (1,18 Å) i Sm2+ (1,19 Å) o Eu2+ (1,17 Å). La inaccessibilitat química dels electrons 4f dels elements de les terres rares significa que la seva unió és iònica de la mateixa manera que la dels alcalinoterris. Això es reflecteix en la suma de les dues primeres energies d’ionització: calci (17,98 eV) i itterbi (18,43 eV); estronci (16,73 eV) i samari (16,7 eV) i europi (16,91 eV). Això significa que els ions Eu2+, per exemple, de vegades es poden utilitzar com a “sonda” dels metalls alcalinoterris, substituint els ions d’estronci en situacions en què es pot aprofitar les propietats espectroscòpiques i magnètiques que fan que el Eu2+ sigui fàcilment identificable. Els paral·lelismes entre els metalls alcalinoterris i els lantanoides s'estenen també a la reactivitat; aquests últims reaccionen amb l'aigua per alliberar hidrogen, per exemple, i es dissolen en amoníac líquid per produir solucions blaves anàlogues a les dels metalls alcalinoterris.

## Aplicacions

### Beril·li

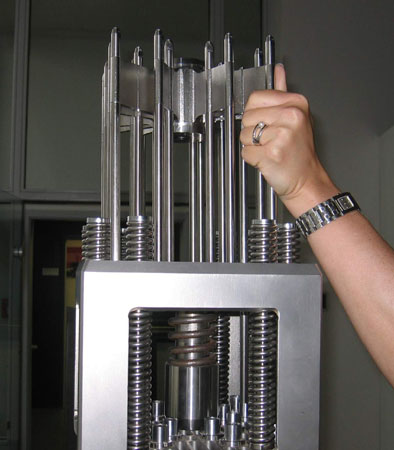
Varetes de control d'un reactor nuclear

Per la seva lleugeresa i resistència, el beril·li s'utilitza en la indústria aeroespacial, tant en la fabricació d'avions com de satèl·lits. El beril·li s'afegeix als aliatges de coure i alumini per a augmentar-ne la resistència i allargar-ne la vida útil. Els aliatges de beril·li i coure són tan resistents com els acers i no produeixen guspires si hi ha fricció. S'usen en la fabricació de maquinària que està en contacte amb fluids o gasos inflamables. El beril·li és un dels components de les barres de control dels reactors de les centrals nuclears. Gràcies a la seva lleugeresa i resistència s'utilitza en la fabricació d'equips de precisió com giroscopis, suports d'equips òptics i equips informàtics. L'òxid de beril·li s'usa com a aïllament elèctric i també com a dissipador tèrmic, per exemple, en les plaques base aïllants de transistors d'alta potència, en les telecomunicacions.

### Magnesi

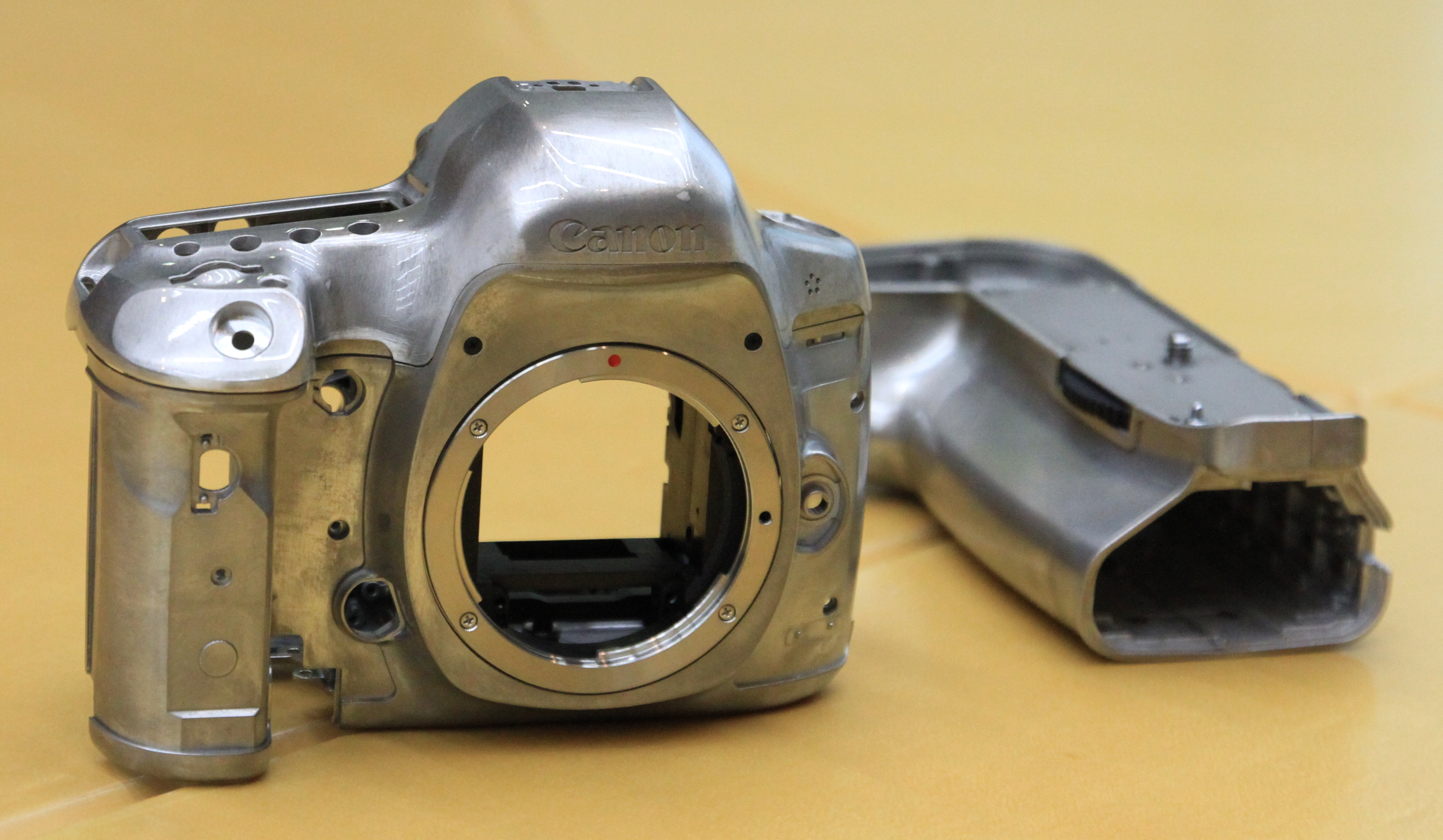
Xassís d'una càmera de fotos realitzada amb un aliatge de magnesi

La principal aplicació del magnesi és la fabricació d'aliatges amb l'alumini. Les llandes d'aliatge dels automòbils estan fabricades amb magnesi o amb una combinació de magnesi i alumini; el magnesi proporciona més resistència i ajuda a dissipar la calor produïda pel sistema de frenada dels vehicles. També s'utilitza en la fabricació de llaunes de begudes. El magnesi forma part dels aliatges que s'empren en la fabricació de bicicletes molt lleugeres. L'aliatge elektron ZRE1 combina el magnesi amb el zirconi, el zinc i les terres rares, i el resultat és un producte resistent amb el qual es pot treballar a més de 150 °C per a fabricar peces d'helicòpters tipus Eurocopter i de tota la indústria aeroespacial. El magnesi s'utilitza en la fabricació de xassís per a telèfons mòbils, ordinadors, càmeres, maquinetes de fer punta, etc., gràcies a la seva lleugeresa i a les bones propietats mecàniques que posseeix. L'òxid de magnesi s'usa com a material refractari en els forns siderúrgics per a la producció d'acers, metalls no ferrosos, vidre i ciment. El magnesi és fonamental per a les plantes (és el metall central de la clorofil·la), per als animals i per a la recuperació de sòls contaminats. El carbonat de magnesi en pols és utilitzat com a dessecant pels atletes i gimnastes per a millorar l'adherència als objectes. El ferroceri és un material de ferro, magnesi, ceri, lantani, neodimi i praseodimi, utilitzat en la fabricació de pedres d'encenedor. En forma d'encenalls i en pols, el magnesi és molt inflamable i explosiu; produeix una forta llum blanca i un gran soroll, raó per la qual s'utilitza en els focs d'artifici.

### Calci

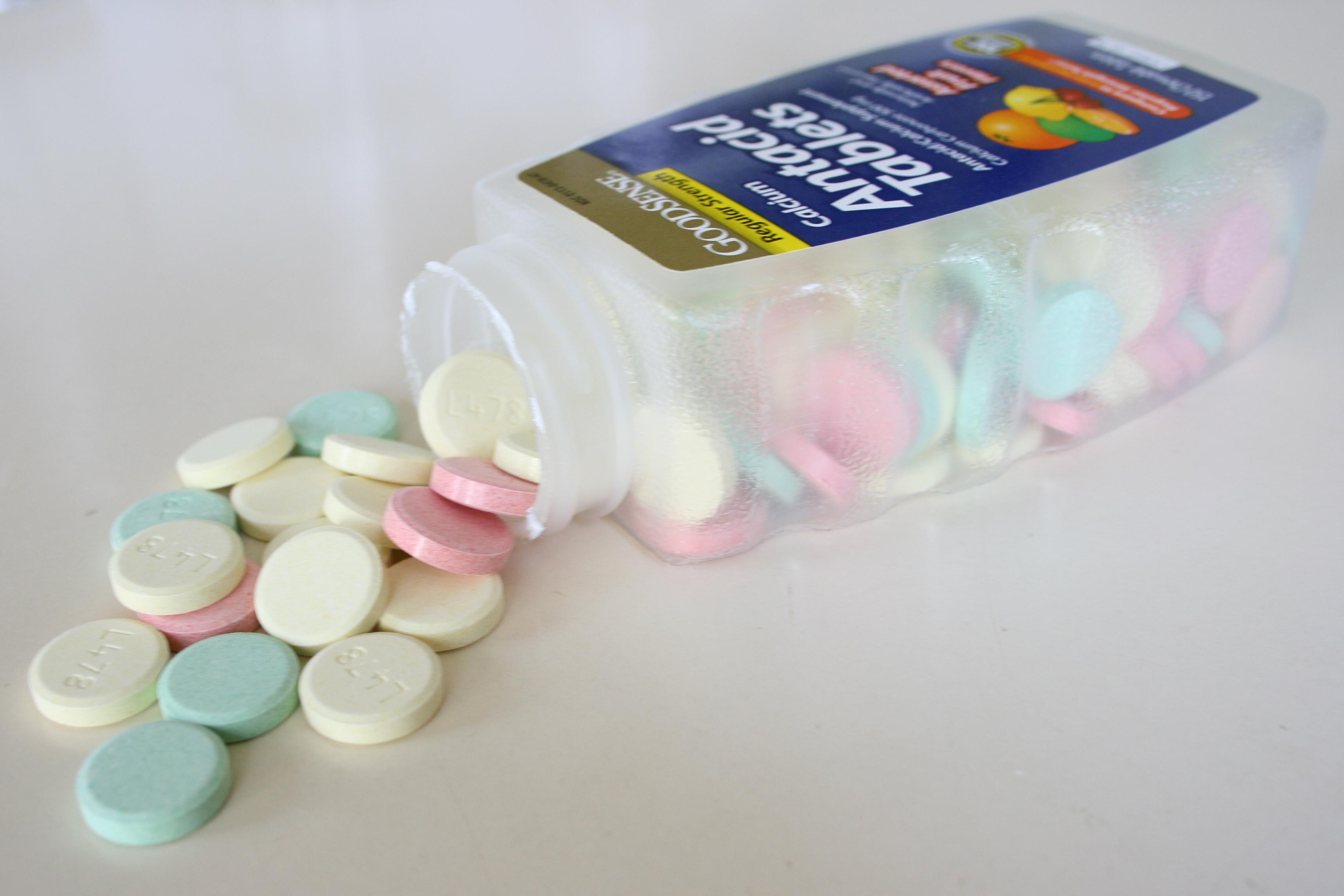
Pastilles antiàcid

El carbonat de calci s'utilitza en la fabricació de ciment, i el de molta puresa, com a complement alimentari per a les gallines ponedores. Aquest compost també és un additiu en la producció de cautxú, al qual aporta elasticitat, junt amb el sulfat de bari. El sulfat de calci (guix) s'utilitza en el revestiment de parets en la construcció i en traumatologia. El carbur de calci és la matèria primera per a la fabricació d'acetilè. L'hipoclorit de calci s'utilitza com a desinfectant d'aigües, com a agent blanquejant i com a desodorant. El fosfat de calci s'utilitza en la producció de fertilitzants i en la producció de pinsos per a animals. El carbonat de calci s'utilitza com a antiàcid, per tal de neutralitzar l'excés d'àcid clorhídric a l'estómac. També és el suplement dietètic de calci més important i barat. La hidroxiapatita, que és un fosfat de calci, és un medicament que s'empra per a enfortir l'esmalt de les dents i dels ossos i en el tractament de l'osteoporosi. El carbonat de calci s'utilitza en la fabricació de guixos per a les pissarres de les escoles.

### Estronci

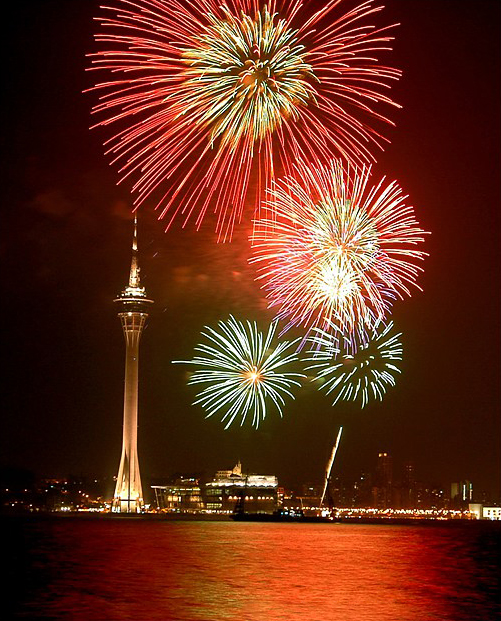
El color vermell dels focs d'artifici s'aconsegueixen amb sals d'estronci; i el verd amb sulfat de bari.

Els compostos d'estronci s'utilitzen com a pigment vermell en la fabricació de focs d'artifici i en bengales de senyalització d'emergències. L'estronci s'utilitza en la producció electrolítica de zinc, ja que elimina les impureses de plom contingudes en el mineral. també s'empra per millorar les propietats del vidre per a les pantalles de cristall líquid (LCD) i en la fabricació d'imants ceràmics de ferrita per a millorar-ne l'eficàcia (aquests imants s'empren en motors elèctrics d'automòbils, altaveus, etc.). El carbonat d'estronci {\displaystyle {\ce {SrCO3}}} s'empra per a eliminar els sulfats en el tractament de les aigües residuals; s'afegeix al vidre per a millorar-ne la duresa, la resistència a les ratllades, augmentar-ne la lluïssor i la facilitat de poliment; s'utilitza en l'esmaltatge de la ceràmica per a les vaixelles per a millorar la resistència a l'abrasió i evitar la formació de bombolles durant el procés de cocció de la ceràmica.

### Bari

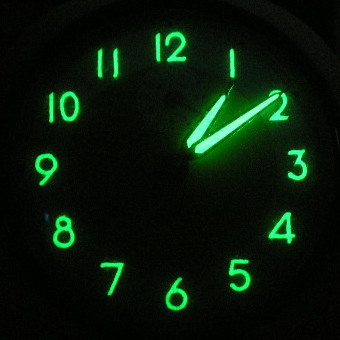
Llum emesa pel radi i el sulfur de zinc després de ser excitat mitjançant llum ultraviolada

En el procediment mèdic anomenat ènema de bari, que s'empra per a examinar la part inferior de l'aparell digestiu, al pacient se li administra un líquid amb sulfat de bari {\displaystyle {\ce {BaSO4}}} que recobreix la capa interior de l'intestí i s'utilitza com a agent de contrast radiològic. Durant la radiografia, el revestiment de sulfat de bari absorbeix bona part dels raigs X i posa de manifest les zones lesionades. També s'empra com a additiu en l'elaboració de cautxú (guants, joguines, pneumàtics i gomes d'esborrar) per a augmentar-ne l'elasticitat; en la producció de llots de perforació per a lubricar l'eina de perforació i millorar la sostenibilitat de les parets dels pous d'extracció de petroli, gas i aigua; és un dels components del litopó (blanc de zinc), un pigment blanc que s'utilitza en pintures i esmalts per a obtenir recobriments que no s'enfosqueixin en contacte amb sulfurs; s'utilitza en la producció de paper-cartolina perquè hi aporta resistència i densitat, i també es fa servir en la fabricació de pintures; s'empra com a additiu en la preparació de formigons baritats, que s'empren en la construcció dels murs i laberints dels acceleradors lineals, per a evitar la fuga de radiacions. També aporta el color verd als focs d'artifici i les bengales. El carbonat de bari {\displaystyle {\ce {BaCO3}}} s'utilitza en la fabricació del vidre, ja que n'augmenta l'índex de refracció i la lluïssor.

### Radi
Els pocs usos del radi deriven de les seves propietats radioactives per al tractament del càncer. Tot i això, radioisòtops com el cobalt 60 i el cesi 137 l'han anat substituint, ja que són més potents i més fàcils de manipular que el radi. S'utilitza l’isòtop radi 223 per al tractament de càncers de pròstata quan s'han estès als ossos. Mitjançant la mescla de radi amb sulfur de zinc fosforescent s'obtenen pintures lluminoses que produeixen una feble llum verdosa en la foscor i que s'empraven en pantalles lluminoses de rellotges, interruptors, panells, etc. Avui dia ja no s'utilitzen. El radi té un ús limitat. La principal aplicació és la preparació de gas radó en els laboratoris de recerca.